# Veronika Arichteva
Veronika Arichteva, rodným příjmením Nová, (* 20. května 1986 Praha) je česká divadelní, televizní, seriálová i filmová herečka a televizní reportérka hudební televize Óčko. Do veřejného povědomí se dostala díky roli Sylvy Petrové v televizním seriálu Ordinace v růžové zahradě.

## Život
Narodila se v Praze do rodiny producenta Pavla Nového. Již v roce 1990 se ve svých čtyřech letech objevila v malé roli ve filmu Čarodějky z předměstí. V roce 2007 maturovala na hudebně-dramatickém oddělení Pražské konzervatoře, 6. ročník dokončila v roce 2009 a získala titul diplomovaný specialista (DiS.).
Mezi její partnery patřili zpěvák Tomáš Klus či zpěvák a herec Michal Kavalčík, známý spíše jako „Ruda z Ostravy“. Od 1. srpna 2013 je jejím manželem režisér Biser A. Arichtev, který režíroval seriály jako Vyprávěj či První republika; poznala se s ním právě při natáčení seriálu Vyprávěj.
Společně s Nikol Štíbrovou a Martinou Pártlovou začala vytvářet pořad 3v1, v němž natáčí vtipná videa čerpaná z okolí. Show 3v1 je vysílaná každý všední den na Evropě 2.
Dne 13. října 2018 začala účinkovat v show StarDance, kde vystupovala společně s Michalem Necpálem. StarDance opustila v semifinále.
Dne 20. dubna 2020 oznámila přes instagram, že s manželem čekají miminko. Dne 29. září 2020 se jí narodil syn Luka Christo Arichtev. Dne 13. července 2025 oznámila přes instagram, že s manželem čekají druhé dítě.

## Role

### Filmografie
| Rok         | Název                       | Role                                  |
| ----------- | --------------------------- | ------------------------------------- |
| 1990        | Čarodějky z předměstí       |                                       |
| 1998        | Jezerní královna            | jedno z dětí                          |
| 2004        | Hop nebo trop               | Lenka                                 |
| 2005–2010   | Ordinace v růžové zahradě 2 | Sylva Petrová - Fryntová              |
| 2006        | Setkání v Praze             | Tjener                                |
| 2010        | Habermannův mlýn            | zdravotní sestra                      |
| 2010        | Dešťová víla                | vodní víla                            |
| 2011        | Policie Modrava             | zdravotní sestra Veronika             |
| 2011        | Čertova nevěsta             | dvorní dáma princezny Štěpánky        |
| 2012        | Vyprávěj                    | Klaudie, spolužačka Lucky             |
| 2014        | Zejtra napořád              | Ivana                                 |
| 2014 - 2018 | První republika             | Magdalena Škvorová, později Valentová |
| 2019        | Narušitel                   | Alena                                 |
| 2020        | Slunečná                    | Denisa Kánská                         |
| 2022        | O mě se neboj               | Eva Málková                           |
| 2022        | Dům na samotě               | por. Sylvie Sedláková                 |
| 2023        | Jak přežít svého muže       |                                       |
| 2024        | Kroky vraha                 | por. Sylvie Sedláková                 |

### Divadlo
| Divadlo                        | Rok       | Divadelní hra                        | Role                                                                   |
| ------------------------------ | --------- | ------------------------------------ | ---------------------------------------------------------------------- |
| Městské divadlo Mladá Boleslav | 2003      | Divadlo zvířat                       | dvojrole: liška, herečka                                               |
| Divadlo Konzervatoře           | 2008–2009 | Yvonna, princezna burgundská         | dvojrole: teta, dáma                                                   |
| Divadlo Konzervatoře           | 2008–2009 | Eurydika                             | matka Eurydiky                                                         |
| Divadlo Konzervatoře           | 2008–2009 | Liliomfi                             | dvojrole: Erži, dcera hostinského                                      |
| Divadlo Na Prádle              | 2009      | Krysy                                |                                                                        |
| Divadlo Na Prádle              | 2010      | Zápalka aneb Noc v kabaretu          |                                                                        |
| Východočeské divadlo Pardubice | 2009      | Čas katů                             | čtyři role: dívenka, mladá Cikánka, odsouzená Minou, madamme Lavoisier |
| Divadelní agentura Fanny       |           | Aby bylo jasno                       | Ginny                                                                  |
| Divadlo Pluto                  | 2010      | Mejdan 2 aneb Kalba manželů šílených | Baudelairová                                                           |